# سدارمیل (اورگن)
سدارمیل (به انگلیسی: Cedar Mill) یک منطقهٔ مسکونی در ایالات متحده آمریکا است که در شهرستان واشینگتن، اورگن واقع شده‌است. سدارمیل ۹٫۶ کیلومتر مربع مساحت و ۱۴٬۵۴۶ نفر جمعیت دارد و ۷۸ متر بالاتر از سطح دریا واقع شده‌است.